# Schronisko przy Jaskini Mamutowej Drugie
Schronisko przy Jaskini Mamutowej Drugie – jaskinia typu schronisko na lewym zboczu górnej części Doliny Kluczwody w miejscowości Wierzchowie w województwie małopolskim, w powiecie krakowskim, w gminie Wielka Wieś. Pod względem geograficznym znajduje się na Wyżynie Olkuskiej będącej częścią Wyżyny Krakowsko-Częstochowskiej.

## Opis jaskini
Schronisko znajduje się po północnej stronie Wierzchowskiej Grani, około 20 m powyżej poziomu drogi. Z drogi widoczne są dwa jego wyżej położone otwory o północno-zachodniej ekspozycji. Trzeci otwór schroniska ma ekspozycję południowo-zachodnią. Schronisko ma salę z dwoma zagłębieniami. Powstało w późnojurajskich uławiconych wapieniach skalistych prawdopodobnie wskutek procesów tektonicznych i wietrzenia, świadczy o tym brak śladów przepływu wody. Jest dość suche, w pełni widne i nie posiada własnego mikroklimatu. Na jego ścianach rozwijają się glony. Zwierząt nie zaobserwowano.
Schronisko znane od bardzo dawna. W literaturze po raz pierwszy wspomniał o nim Kazimierz Kowalski w 1951 roku nadając mu nazwę Schronisko przy Jaskini Mamutowej III. W 1986 r. jego wymiary podali A. Górny i M. Szelerewicz. Plan opracował N. Sznober w 2015 r.

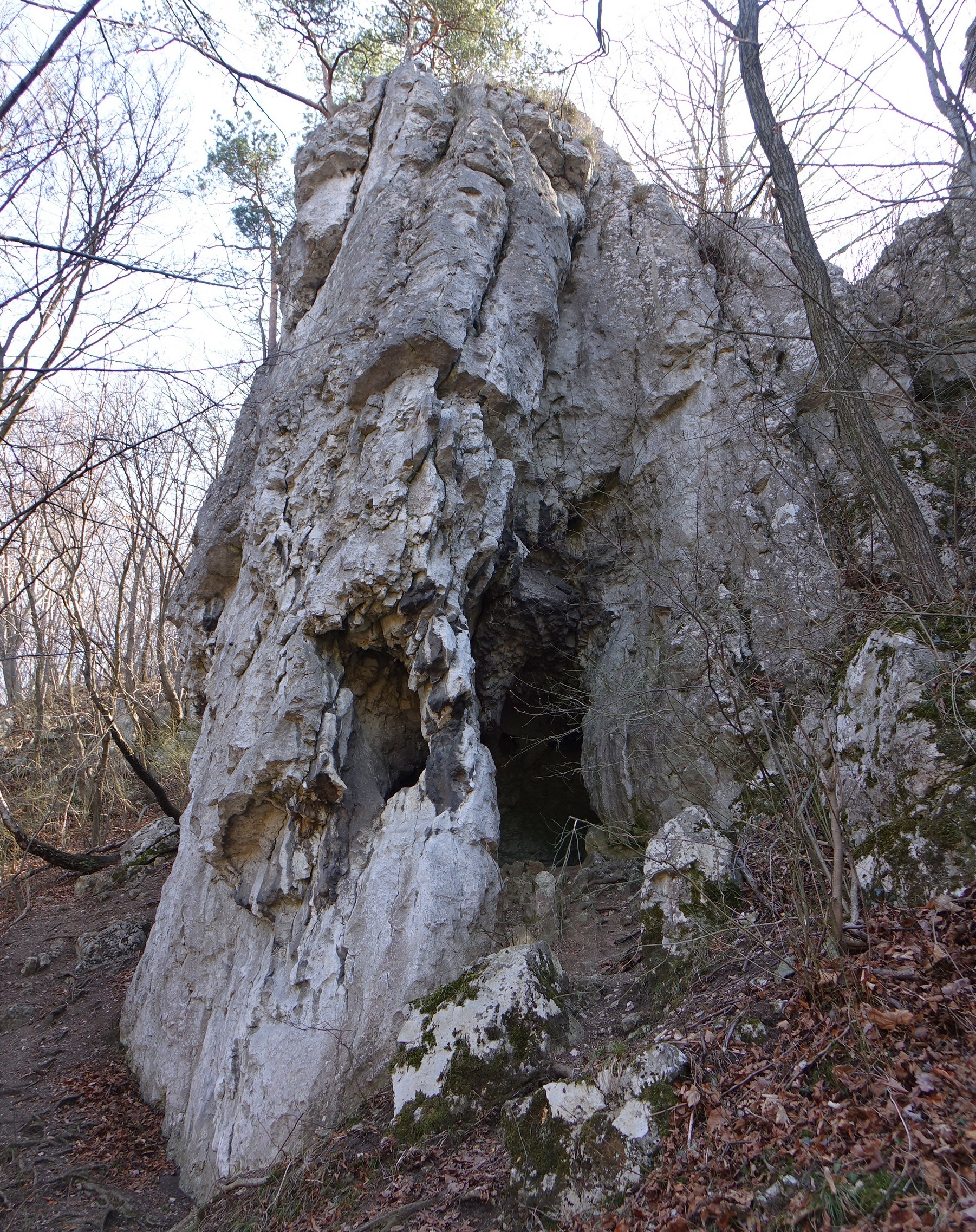
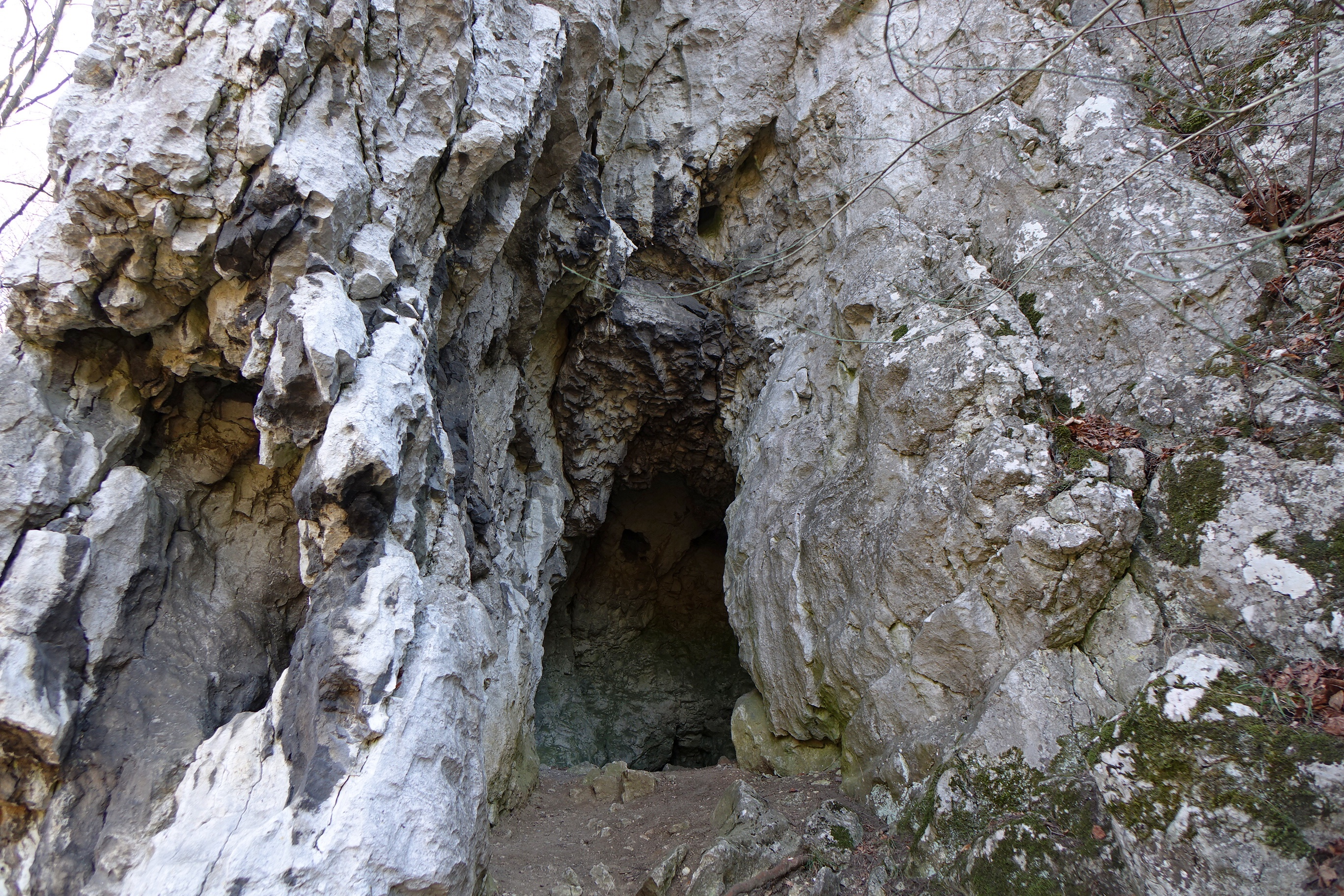
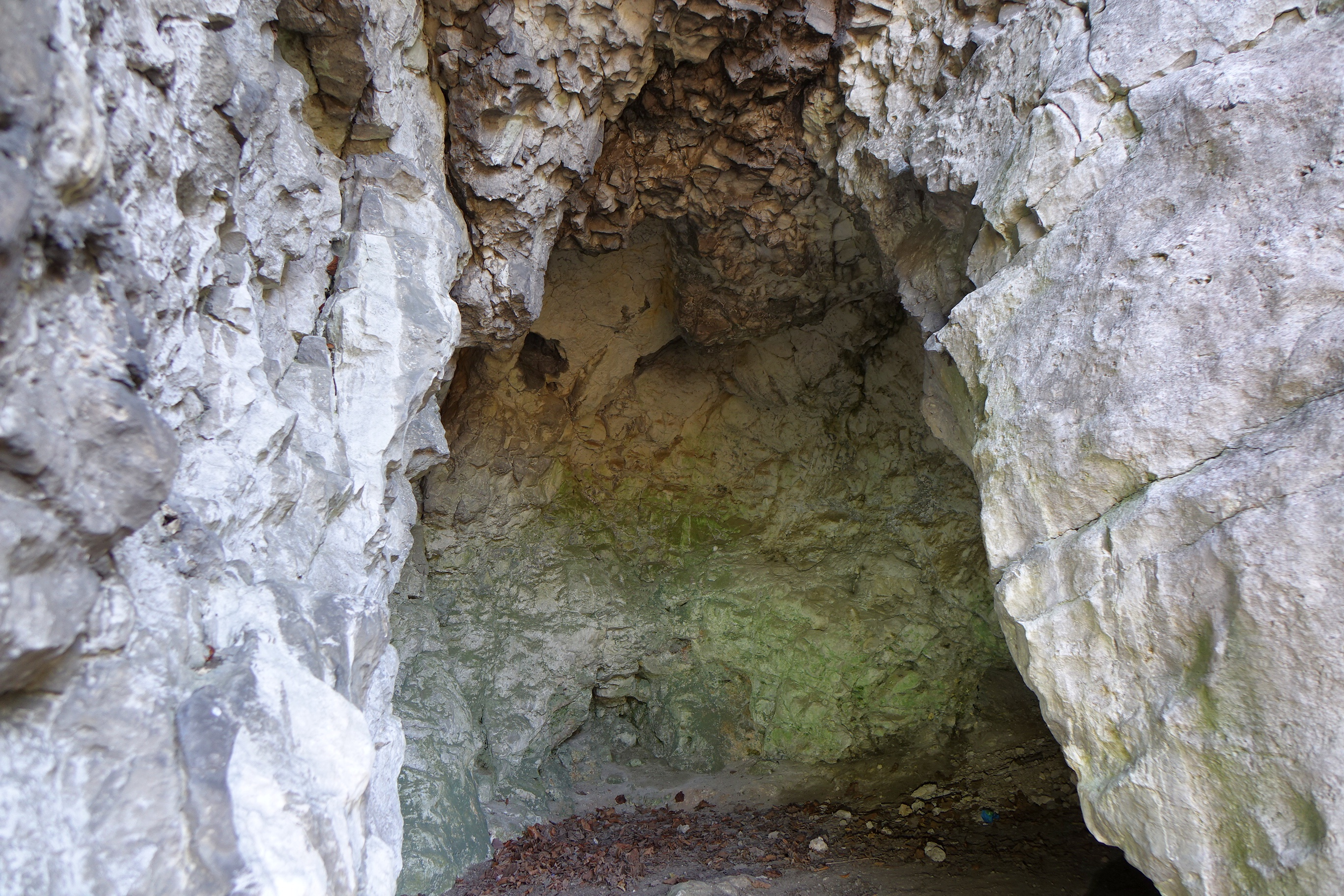
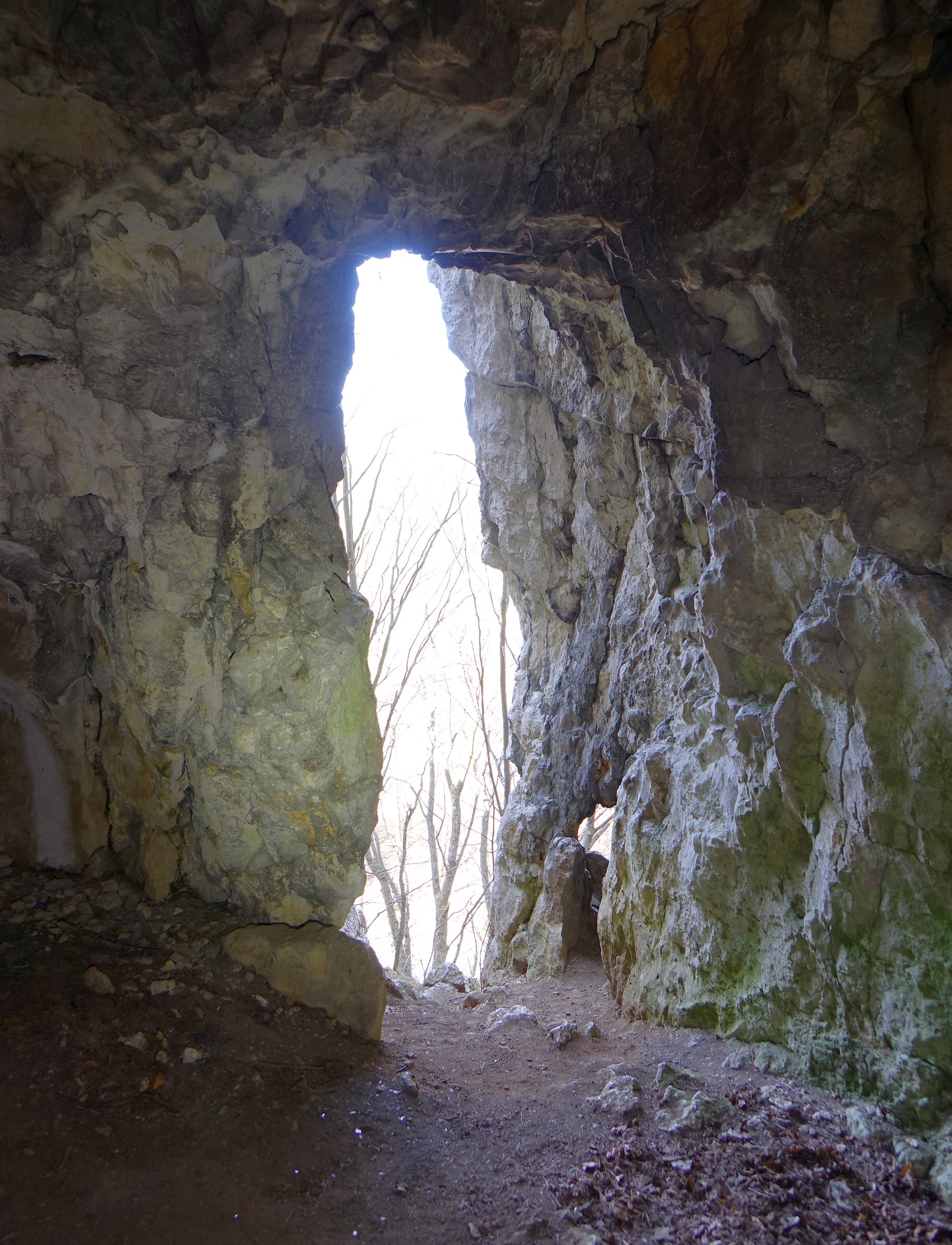
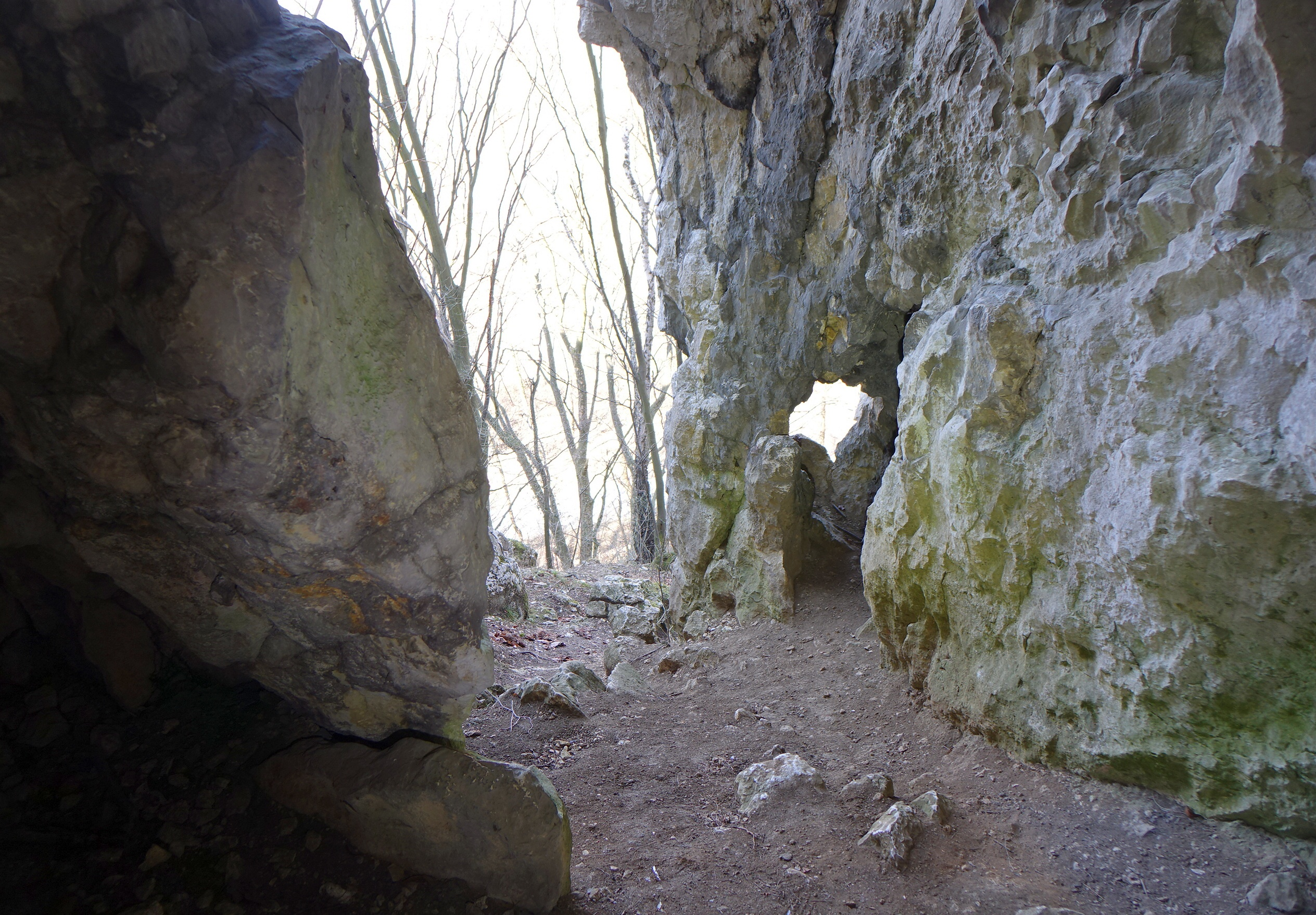